# Jin Mingdi
Kaiser Ming von Jin (vereinfachtes Chinesisch: 晋明帝; traditionelles Chinesisch: 晉明帝; Pinyin: Jìn Míng Dì; Wade-Giles: Chin Ming-ti; 299 – 18. Oktober 325), persönlicher Name Sima Shao (司馬紹), Höflichkeitsname Daoji (道畿), war ein Kaiser der Östlichen Jin-Dynastie (265–420). Während seiner kurzen Regierungszeit (323–325) führte er die geschwächten Jin aus der Herrschaft des Kriegsherrn Wang Dun. Doch nach seinem frühen Tod wurde das Reich seinem jungen Sohn Kaiser Cheng überlassen, wodurch das fragile Gleichgewicht der Macht, welches Ming geschaffen hatte, bald zerbrach. Dies führte zu den Sun-Jun-Unruhen, die den Jin-Staat noch weiter schwächten.

## Kindheit und Jugend
Sima Shao wurde 299 als ältester Sohn seines Vaters Sima Rui, damals Prinz von Langya, und einer niedrig geborenen Konkubine Xun geboren. Im Jahr 300 brachte sie einen weiteren Sohn zu Welt, Sima Pou (司馬裒). Sima Ruis Frau, Prinzessin Yu Mengmu (虞孟母), die keine Kinder bekommen konnte, wurde bald sehr eifersüchtig auf Xuns Kinderglück und begann sie schwer zu misshandeln. Xun, die die Misshandlungen nicht ertragen konnte, beschwerte sich bitterlich und wurde aus dem Haus geworfen. Sima Shao wurde daher von Prinzessin Yu aufgezogen, zu der er offenbar ein herzliches Verhältnis hatte. In seiner Jugend galt er als intelligent und schnell denkend, obwohl sein Bruder Sima Pou schließlich von seinem Vater mehr geschätzt wurde.
Während Sima Rui als Minister zur Linken unter Kaiser Min diente, wurde der jugendliche Sima Shao mit der Verteidigung von Guangling betraut. Nachdem Sima Rui sich nach der Gefangennahme von Kaiser Min durch Han Zhao im Jahr 316 zum Prinzen von Jin erklärt hatte, wollte er zunächst Sima Pou zu seinem Kronprinzen machen. Nachdem aber Wang Dao darauf hingewiesen hatte, dass traditionell der ältere Sohn die Nachfolge antreten sollte, machte er Sima Shao zum Kronprinzen. Sima Shao blieb in diesem Status, nachdem sich sein Vater 318 zum Kaiser (als Kaiser Yuan) erklärte, nachdem Han Zhao Kaiser Min hingerichtet hatte.

## Kronprinz
Während seiner Zeit als Kronprinz war Sima Shao dafür bekannt, talentierte Männer auszusuchen und sich mit ihnen anzufreunden, d. h. sie nicht als Untergebene, sondern als Freunde zu behandeln. Dazu gehörten Wang Dao, Yu Liang (dessen Schwester Yu Wenjun er heiratete), Wen Jiao, Huan Yi (桓彝) und Ruan Fang (阮放). Er war auch für seine kindliche Frömmigkeit und seine literarischen Studien bekannt. Später fügte er seinen Studien auch Kampfkünste hinzu, und er besuchte oft Truppen, um sie zu ermutigen.
Als Wang Dun im Jahr 322 gegen Kaiser Yuan rebellierte, fiel die Hauptstadt Jiankang an Wang. Als er erfuhr, dass Wang die Verteidigung von Jiankang durchbrochen hatte, wollte Kronprinz Shao selbst ein letztes Mal Widerstand leisten, aber Wen hielt ihn auf, indem er die Seile von seinem Pferd abschnitt. Als Wang anschließend Kaiser Yuan zur Unterwerfung zwang, erwog er, Kronprinz Shao abzusetzen, indem er ihn fälschlicherweise beschuldigte, Kaiser Yuan ungehorsam zu sein. Wen verhinderte dies jedoch, indem er Kronprinz Shao öffentlich für seine kindliche Treue lobte, wodurch Wangs vermeintliche Anschuldigungen nicht glaubwürdig waren.
Anfang des Jahres 323 starb Kaiser Yuan nach seiner Niederlage gegen Wang. Kronprinz Shao folgte als Kaiser Ming auf den Thron.

## Regierung
Eines der ersten Dinge, die Kaiser Ming tat, war, seine leibliche Mutter Xun zu finden, sie in einem Haus unterzubringen und sie zur Herrin von Jian’an zu machen. Doch vielleicht aus Respekt vor seiner verstorbenen Stiefmutter Prinzessin Yu (die 312 gestorben war, aber posthum als Kaiserin geehrt wurde), gab er ihr nie den Titel einer Kaiserinwitwe – Kaiser Ming ehrte die Familie von Prinzessin Yu so, wie er die Familie einer Mutter ehren würde – und er stand Prinzessin Yus Bruder Yu Yin (虞胤) besonders nahe. Ein paar Monate nach seiner Thronbesteigung zog Xun in den Palast ein. Kaiser Ming machte auch seine Frau, Kronprinzessin Yu, zur Kaiserin.
Wang Dun hielt nicht viel von dem neuen Kaiser und plante, den Thron zu usurpieren. Im Sommer 323 ließ er sich von Kaiser Ming in die Hauptstadt rufen, ging aber tatsächlich nicht in die Hauptstadt, sondern verlegte nur sein Hauptquartier von Wuchang (武昌, im heutigen Ezhou, Hubei) nach Gushu (姑孰, im heutigen Ma'anshan, Anhui) näher an die Hauptstadt und übernahm auch die Statthalterschaft der Hauptstadtprovinz. Als Kaiser Ming versuchte, den Beamten Chi Jian als militärischen Befehlshaber in Hefei einzusetzen, widersetzte sich Wang, und Kaiser Ming war gezwungen, Chi zurückzurufen.
Im Jahr 324 wurde Wang Dun krank und war entschlossen, die Jin zu stürzen, damit sein Adoptivsohn Wang Ying (王應) Kaiser werden konnte. Außerdem machte er Wen Jiao, zu diesem Zeitpunkt ein vertrauenswürdiger Assistent, zum Bürgermeister von Jiankang, um ein Auge auf den Kaiser zu haben. Er vergaß dabei, dass Wen dem Kaiser Ming gegenüber loyal war, und bei seiner Ankunft in Jiankang informierte Wen den Kaiser Ming über Wangs Pläne sowie über seine Krankheit. Wang Dao, ebenfalls loyal zu Kaiser Ming, erklärte daraufhin den kaiserlichen Streitkräften fälschlicherweise, dass Wang Dun gestorben sei, was ihre Moral weiter steigerte, und Kaiser Ming verstärkte seine Truppen, indem er kampferprobte Soldaten von den nördlichen Grenzen mit dem späteren Zhao zurück in die Hauptstadt beorderte. (Als die Generäle, die diese Truppen befehligten, Su Jun und Liu Xia (劉遐), in Jiankang ankamen, ging Kaiser Ming, obwohl es in der Nacht dunkel war, persönlich zu den Truppen, was ihre Moral erheblich steigerte.) Wang Dun schickte dann seine Truppen nach Osten nach Jiankang, angeführt von seinem Bruder Wang Han (王含, Wang Yings leiblicher Vater) und Qian Feng (錢鳳), konnte aber die kaiserlichen Truppen nicht entscheidend besiegen. Die kaiserlichen Truppen griffen daraufhin an und besiegten Wang Han. Wang Dun starb, als er die erste Nachricht von der Niederlage hörte. Die kaiserlichen Truppen besiegten dann Wang Hans Truppen vollständig und zwangen Wang Han und Wang Ying zu fliehen. Sie wurden aber von Wang Duns Bruder Wang Shu (王舒) gefangen genommen, der sie durch Ertränken hinrichtete, um seine Loyalität zu zeigen.
Im Jahr 325 zeichnete Kaiser Ming Beamte, die im Laufe der Jahre durch Wang Duns Hand gestorben waren, mit Titeln und Ehrungen aus. Außerdem übertrug er dem General Tao Kan, der für seine militärischen und regierungstechnischen Fähigkeiten bekannt war, die Verantwortung für den größten Teil von Wang Duns ehemaliger Domäne, einschließlich der Schlüsselprovinz Jing (荊州, modernes Hubei).
Im Herbst 325 erkrankte Kaiser Ming. Er vertraute seinen vierjährigen Sohn, den Kronprinzen Yan, einer Gruppe hochrangiger Beamter an, darunter Sima Yang (司馬羕), der Prinz von Xiyang, Wang Dao, Bian Kun (卞壼), Chi Jian, Yu Liang, Lu Ye (陸瞱) und Wen Jiao. Vielleicht geschah dies in der Absicht, dass sie die Gruppe mit einem Gleichgewicht der Kräfte anführen sollten. Er starb bald darauf – nur 26 Jahre alt. Das Gleichgewicht der Macht, das er hinterließ, zerbrach jedoch bald, als die Kaiserinwitwe Yu die Regentin und ihr Bruder Yu Liang der mächtigste der Beamten wurde. Dies veranlasste schließlich Su Jun und Zu Yue zu einer Rebellion, die die Jin-Dynastie für Jahre schädigte.

## Äraname
- Taining (太寧 tài níng) 323–326

## Familie
Ehefrauen und Nachkommen:
- Kaiserin Mingmu, aus dem Yu-Klan von Yingchuan (明穆皇后 潁川庾氏; 297–328), persönlicher Name Wenjun (文君)
  - Prinzessin Nankang (南康公主), persönlicher Name Xingnan (興男)
    - Verheiratet mit Huan Wen von Qiao, Herzog Nan (譙國; 312–373)

  - Sima Yan, Kaiser Cheng (成皇帝 司馬衍; 321–342), erster Sohn
  - Sima Yue, Kaiser Kang (康皇帝 司馬嶽; 322–344), zweiter Sohn
- Unbekannt
  - Prinzessin Luling (廬陵公主; gest. 357), persönlicher Name Nandi (南弟)
    - Verheiratet mit Liu Tan von Pei (沛國 刘惔)

  - Prinzessin Nandao (南悼公主)
    - Verheiratet mit Yang Bi von Taishan (泰山 羊賁)